# Chiesa di San Zanobi (San Casciano in Val di Pesa)
La chiesa di San Zanobi al Cigliano o di San Vincenzo è un edificio sacro, situato in località Cigliano, nel comune di San Casciano in Val di Pesa annesso al "Castello di Cigliano".

## Storia
La chiesa di San Zanobi è situata tra le località Cigliano di Sotto e Cigliano di Sopra.
Non compare in nessun documento erariale perché questa chiesa non è mai stata al centro di nessuna parrocchia ma era solamente un oratorio posto nel popolo della chiesa di Faltignano. In Carta del settembre 1059 si trova che il castello del Cigliano, con le pertinenze e la chiesa, venne donato all'episcopato fiorentino a tempo del vescovo Gherardo, poi papa Niccolò. Fra i ghibellini cacciati o confinati fuori di Firenze nel 1268, figurano Azzolino, Cardo e Amato del Cigliano. Nel 1315 la Parrocchia del fu Forense del Cigliano restituì al vescovo una casa o molinello posto nel piviere di Decimo.
La prima testimonianza si trova in un documento datato 19 febbraio 1371 in cui si decreta che Nicola di Pietro fu nominato rettore della chiesa dalla famiglia Bardi, patrona della chiesa e proprietaria del castello del Cigliano.
Nel XVII secolo vi venne traslata la sede della parrocchia di santo Stefano a Petriolo. Nel 1770 ricevette una donazione per potervi svolgere delle messe di suffragio.
Alla fine del XIX secolo la chiesa venne intitolata a Vincenzo.

## Architettura

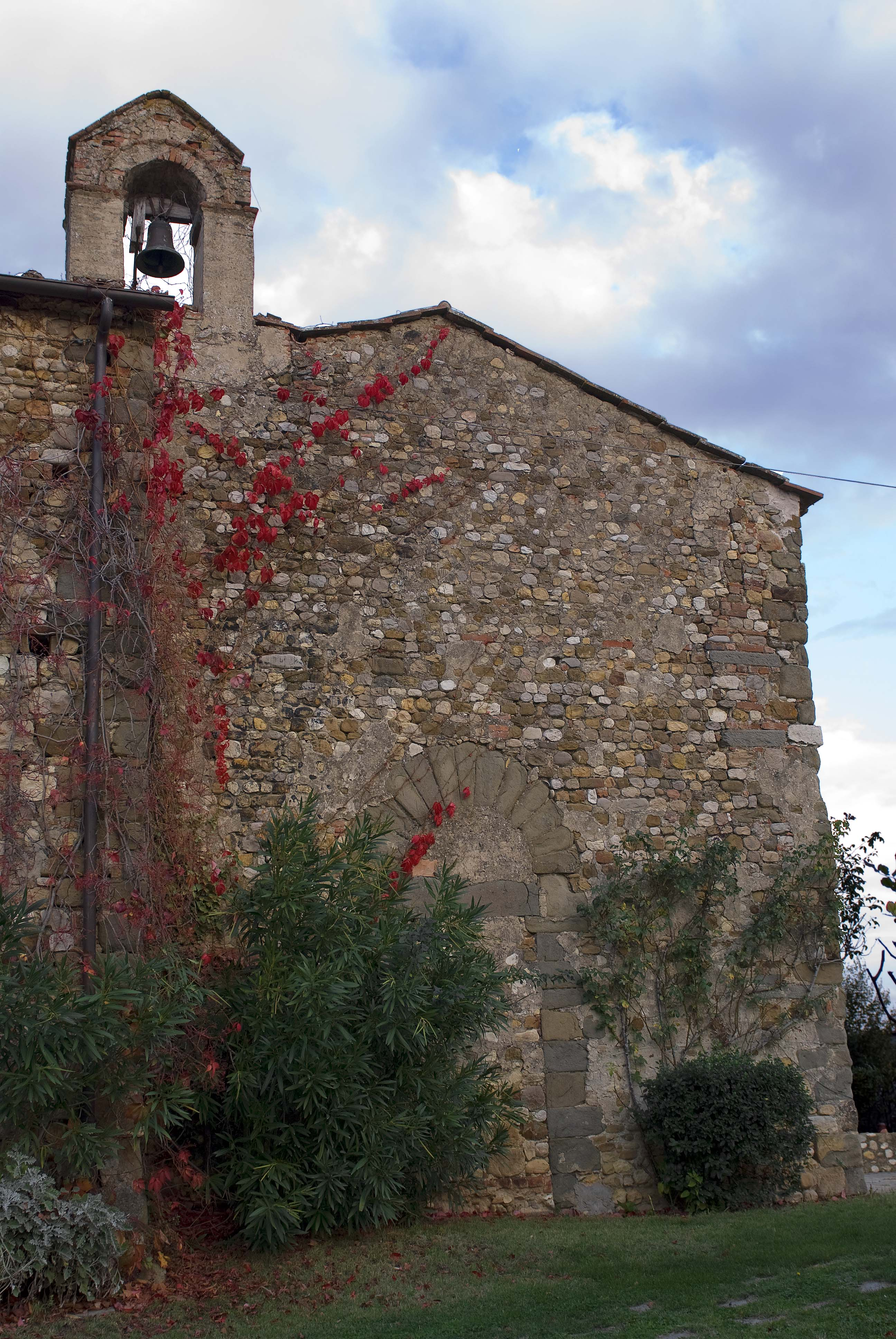
La tribuna col portale riferibile alla chiesa di San Zanobi

La chiesa del Cigliano appare di aspetto settecentesco. Ha una aula rettangolare di proporzioni slanciate.
Sulla parte posteriore è posto il campanile a vela. Nella tribuna si nota un portale architravato di epoca romanica, a dimostrazione che l'orientamento della chiesa è stato invertito. Il portale è riferibile al XIII secolo. La muratura dell'edificio è stata realizzata con ciottoli di fiume disposti a filaretto.